# HMAS Warramunga (I44)
Lo HMAS Warramunga (pennant number I44) fu un cacciatorpediniere della Royal Australian Navy appartenente alla classe Tribal, entrato in servizio nel novembre 1942.
Attiva durante la seconda guerra mondiale, la nave operò nel teatro di guerra del Pacifico contro l'Impero giapponese, prendendo parte a svariate azioni nel corso della campagna della Nuova Guinea, della campagna delle Filippine e della campagna del Borneo; successivamente operò anche nel corso della guerra di Corea. Ritirata dal servizio il 7 dicembre 1959, l'unità fu poi avviata alla demolizione.

## Storia

### La seconda guerra mondiale

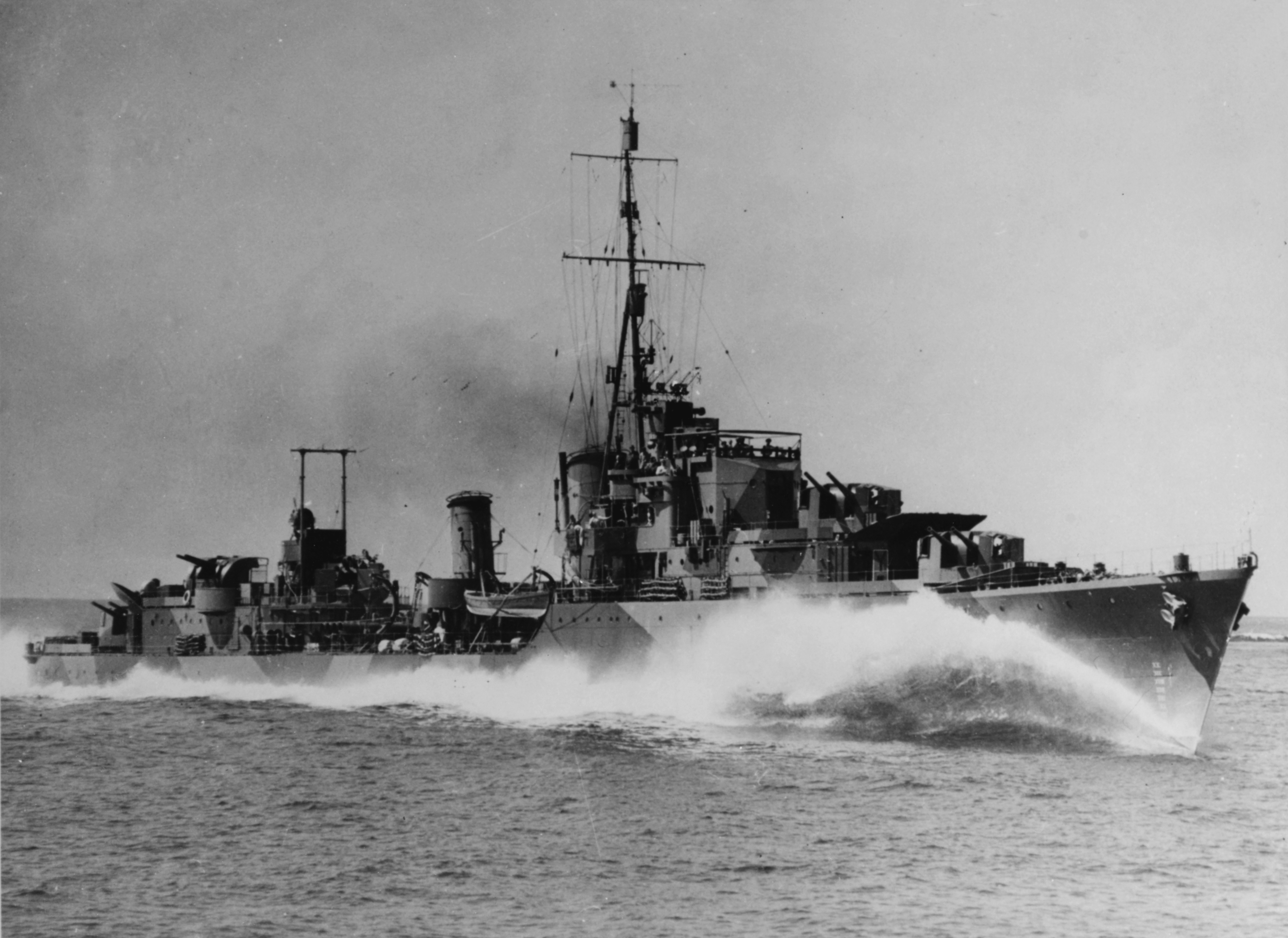
La nave ritratta durante una manovra ad alta velocità

Ordinata ai cantieri della Cockatoo Docks & Engineering Company di Sydney il 24 gennaio 1939, la nave venne impostata il 10 febbraio 1940 e quindi varata il 7 febbraio 1942 con il nome di HMAS Warramunga in onore dell'omonimo popolo di aborigeni australiani. L'unità entrò poi ufficialmente in servizio il 23 novembre 1942.
Dopo aver completato le prove in mare e i lavori post-completamento, nel febbraio 1943 il Warramunga entrò in azione servendo come unità di scorta ai mercantili nelle acque dell'Australia; il 10 febbraio intervenne in soccorso del cargo statunitense Star King, silurato da un sommergibile giapponese al largo di Sydney, ma non riuscì a prenderlo a rimorchio. In marzo il cacciatorpediniere fu assegnato alla United States Seventh Fleet in coppia con il gemello HMAS Arunta e spostato nella regione del Mare degli Arafura, al fine di fornire protezione ai convogli navali militari che trasportavano truppe e rifornimenti dall'Australia al fronte della Nuova Guinea. In maggio il Warramunga e l'Arunta furono assegnati, con l'incrociatore HMAS Australia, alla Task Force 74 (TF 74) per operare in appoggio ai reparti a terra nella zona del Mar dei Coralli: dopo aver supportato l'incontrastata occupazione delle isole Woodlark e Kiriwina da parte delle forze statunitensi, in giugno fornì appoggio a varie operazioni anfibie nella zona della Nuova Guinea (operazione Cartwheel).
In luglio il Warramunga rientrò nelle acque di casa per riprendere le missioni di scorta ai convogli di mercantili, operando in lungo e in largo per l'oceano Pacifico sud-occidentale, ma in novembre tornò in forza alla TF 74 per un nuovo ciclo di operazioni nella regione della Nuova Guinea: il 29 novembre appoggiò con il fuoco dei suoi cannoni lo sbarco dei reparti statunitensi a Gasmata mentre il 15 dicembre supportò lo sbarco ad Arawe, atto d'apertura della campagna della Nuova Britannia; il 26 dicembre l'unità intervenne nuovamente con la sua artiglieria in appoggio allo sbarco a Capo Gloucester in Nuova Britannia.

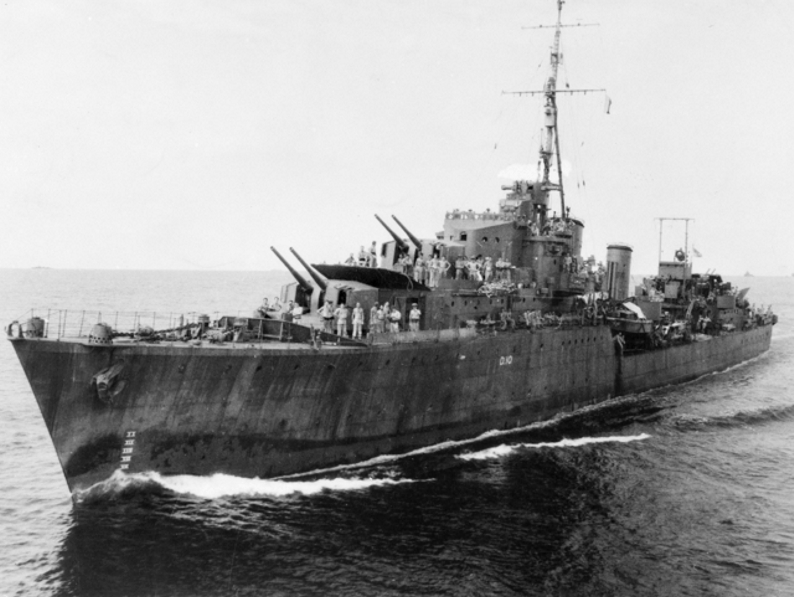
Il Warramunga in navigazione nelle acque della Nuova Guinea nel maggio 1944

All'inizio del gennaio 1944 il Warramunga fu ancora una volta impegnato in appoggio dei reparti a terra durante lo sbarco a Saidor, per poi rientrare a Sydney per eseguire lavori di manutenzione protrattisi fino al marzo seguente. Assegnato al Task Group 76.1, il cacciatorpediniere operò nel corso della campagna delle Isole dell'Ammiragliato come unità di scorta, ma alla fine di aprile tornò in forza alla TF 74 per partecipare alla campagna della Nuova Guinea occidentale: tra il 22 e il 29 aprile fornì fuoco d'appoggio ai reparti a terra durante la battaglia di Hollandia, mentre tra il 5 e il 25 maggio bombardò posizioni nemiche in preparazione allo sbarco sull'isola di Biak. Il Warramunga continuò a operare nelle acque attorno a Biak conducendo frequenti bombardamenti costieri, per poi rientrare a Sydney alla fine di luglio per un nuovo ciclo di lavori di manutenzione.
La nave tornò operativa in settembre, quando in forza alla TF 77 appoggiò lo sbarco a Morotai. Assegnato alla grande armata navale alleata incaricata di liberare le Filippine dall'occupazione giapponese, il Warramunga fu presente all'atto di apertura della campagna, lo sbarco a Leyte il 20 ottobre 1944, subendo vari attacchi aerei e abbattendo un velivolo nemico; il 24 ottobre seguente il cacciatorpediniere prese parte anche alla decisiva vittoria alleata nella battaglia del Golfo di Leyte contro la flotta giapponese. Tra novembre e dicembre il Warramunga continuò a operare nelle acque attorno a Leyte, subendo anche attacchi di kamikaze giapponesi ma senza subire danni; il 15 dicembre appoggiò lo sbarco di reparti alleati a Mindoro, mentre il 6 gennaio 1945 partecipò all'invasione del Golfo di Lingayen a Luzon venendo mancato di poco da un kamikaze. Il Warramunga operò al largo di Luzon fino a febbraio, compiendo missioni di scorta e supporto di fuoco; in marzo fu richiamato per prendere parte alla campagna del Borneo, e il 1º maggio fornì fuoco di copertura durante lo sbarco a Tarakan; dopo aver condotto altre missioni di bombardamento nella zona del Borneo, alla fine di maggio il cacciatorpediniere tornò a Sydney per nuovi lavori di manutenzione.

### La guerra di Corea e la dismissione
Quando il Warramunga tornò in servizio in agosto il conflitto era ormai terminato, e il cacciatorpediniere partecipò alle cerimonie per la firma dell'Atto di resa giapponese nella Baia di Tokyo il 2 settembre 1945. Successivamente l'unità operò nelle acque giapponesi, svolgendo principalmente il compito di nave da trasporto durante le operazioni di rimpatrio dei prigionieri di guerra alleati liberati. Richiamato nelle acque di casa nel 1946, il cacciatorpediniere intraprese unicamente operazioni di routine ed esercitazioni intervallate da periodi di manutenzione in cantiere.

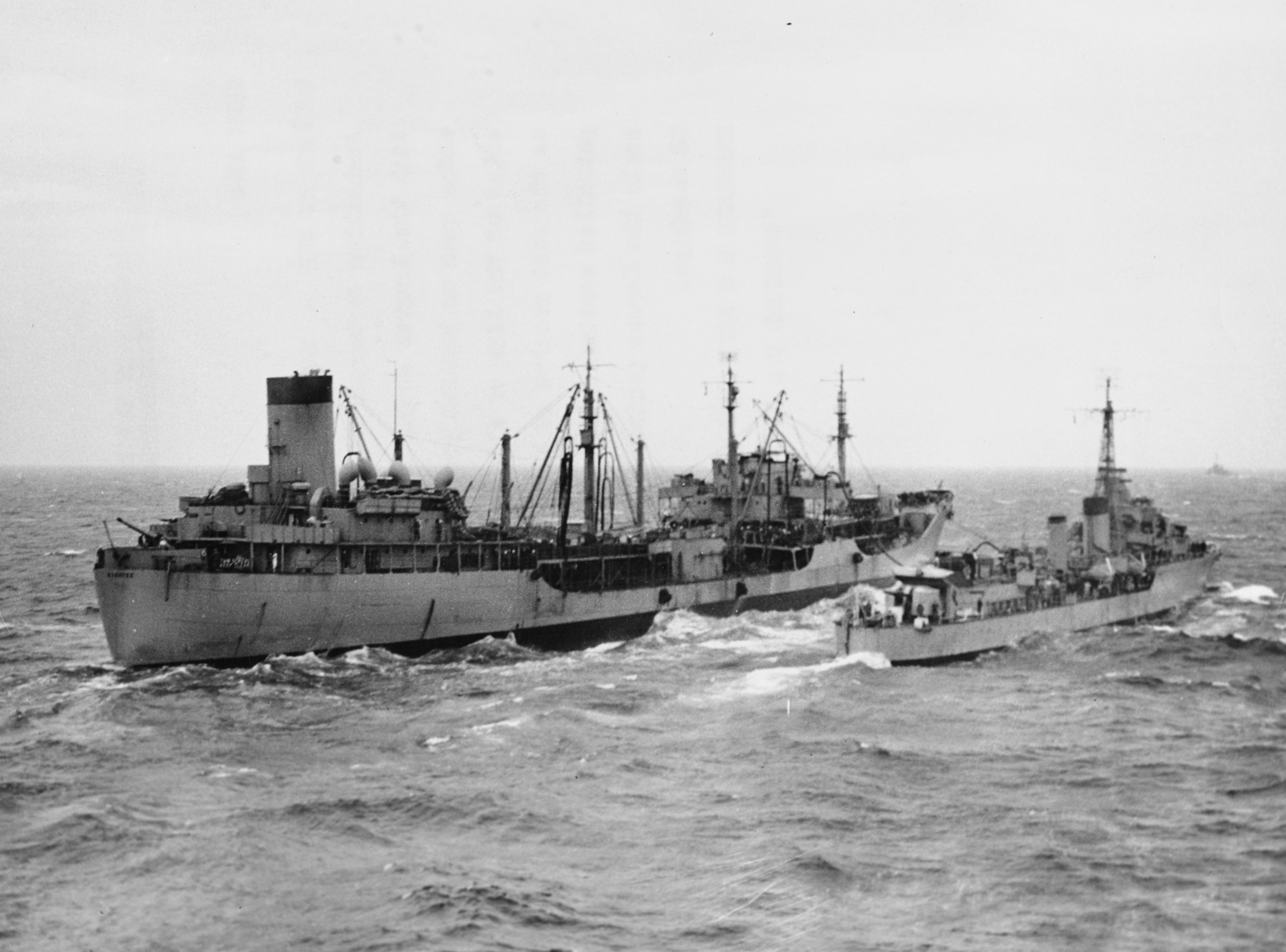
Il Warramunga (a destra) si rifornisce in mare dalla petroliera USS Manatee durante le operazioni in Corea

Dopo lo scoppio della guerra di Corea, il 6 agosto 1950 il Warramunga lasciò Sydney per unirsi alle operazioni delle Nazioni Unite nella penisola. In coppia con il gemello HMAS Bataan, il cacciatorpediniere condusse svariate missioni di bombardamento costiero e scorta ai gruppi di portaerei alleati lungo la costa occidentale della Corea; dopo aver concluso un primo ciclo di operazioni, il 5 agosto 1951 il Warramunga tornò in Australia per svolgere lavori di manutenzione, ma fece ritorno in Corea per un secondo ciclo di operazioni dal gennaio all'agosto 1952.
Tra il novembre e 1952 e l'ottobre 1954 il Warramunga fu sottoposto a estesi lavori per la conversione in unità anti-sommergibili: un impianto binato di cannoni da 40 mm sostituì l'originario impianto quadruplo Vickers-Armstrong QF 2 lb, fu aggiunto un mortai anti-sommergibili tipo "Squid" e tutta la sovrastruttura anteriore fu estesa per poter ospitare macchine più potenti e un equipaggio più numeroso; questi lavori fecero incrementare il dislocamento standard dell'unità fino a 2.200 tonnellate.
Per i successivi cinque anni il Warramunga svolse attività di addestramento nelle acque di casa nonché nell'oceano Indiano e nel Mar Cinese Meridionale con le altre marine della SEATO. La nave fu radiata dal servizio attivo il 7 dicembre 1959 e posta in riserva; messa definitivamente fuori servizio, fu infine venduta per la demolizione il 15 febbraio 1963.